# Orlandos kolonn

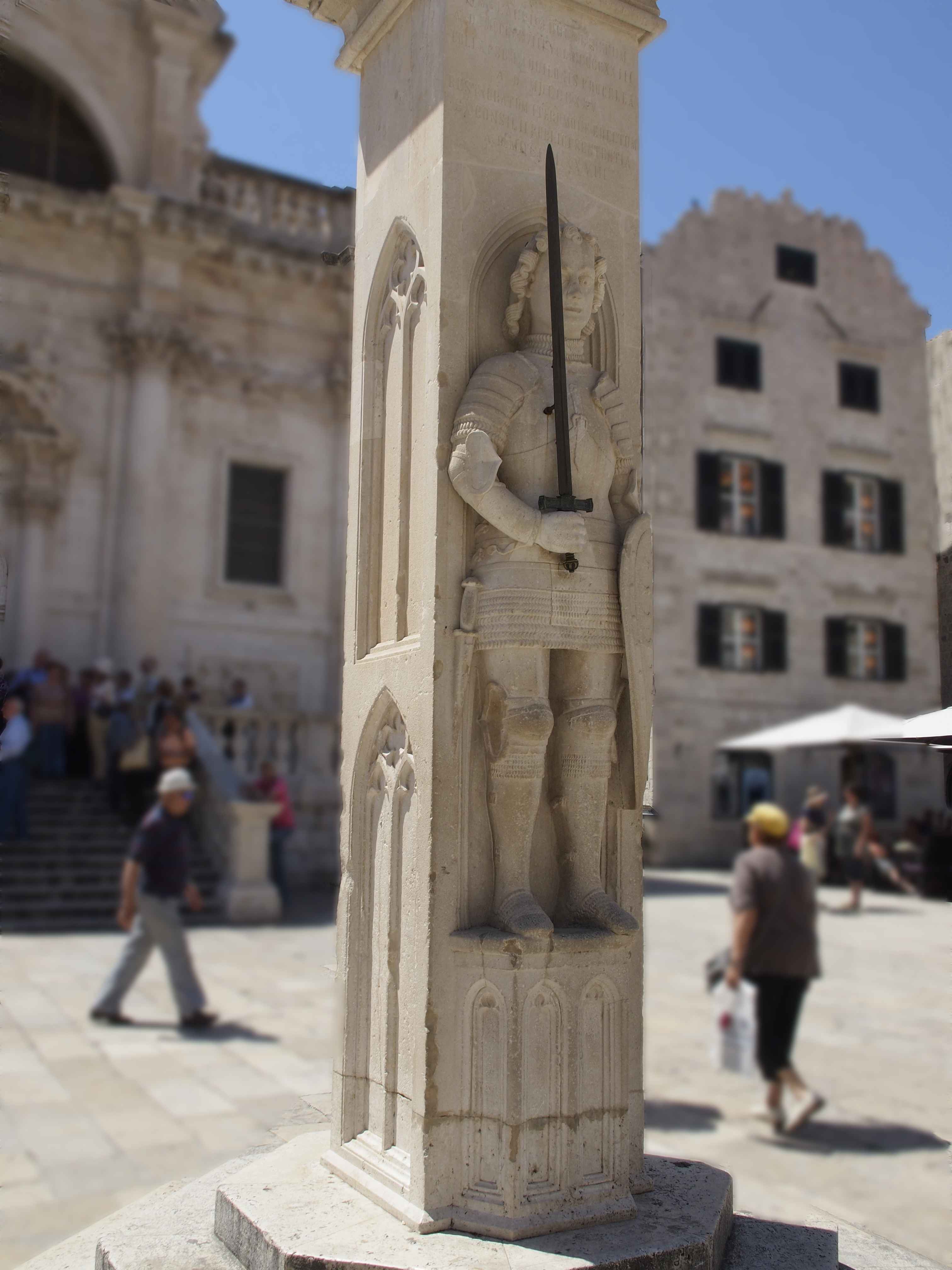
Orlandos kolonn vid Loggiatorget 2011. Till vänster i bakgrunden skymtar Sankt Blasius kyrka.

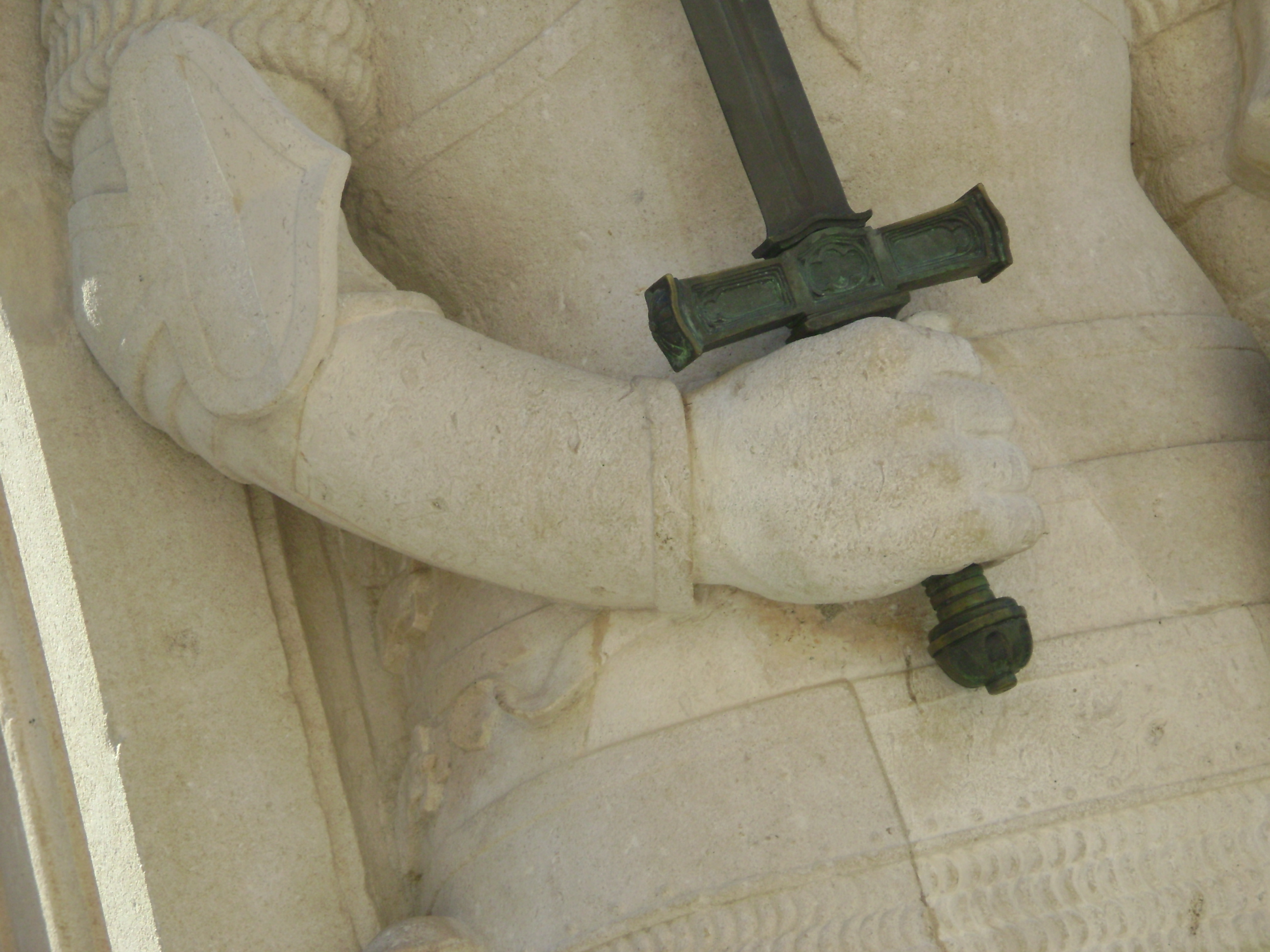
Detaljbild från kolonnen.

Orlandos kolonn (kroatiska: Orlandov stup) är en kolonn i Gamla stan i Dubrovnik i Kroatien. Kolonnen uppfördes 1419 och är en av stadens minnesmärken och turistattraktioner. Den står på Loggiatorget i Gamla stans östra del, är gjord i sten och föreställer en riddare som håller ett svärd upprätt.

## Historik
Orlandos kolonn skapades 1419 av den milanesiske skulptören Bonino da Milano som även tog hjälp av lokala skulptörer, däribland Antonio Ragusino. Kolonnen föreställer en riddare med ett svärd utsträckt uppåt och är en replik av en äldre kolonn vars uppförande tros vara sammankopplat med legenden om riddaren och hjälten Roland som på 700-talet sägs ha skyddat staden från ett angrepp från saracenerna.
I den forna republiken Dubrovnik läste budbärare upp nya påbud eller nyheter vid kolonnen och offentliga bestraffningar utdömdes vid den. 
År 1825 blåste Orlandos kolonn omkull i en stark storm. De österrikiska myndigheterna som då styrde i Dubrovnik placerade kolonnen i ett källarutrymme på förvaring och det skulle efter folkliga protester dröja femtio år innan den återbördades till sin gamla plats.

## Kultur
Orlandos kolonn har länge utgjort en frihetssymbol för staden. Under republiken Dubrovnik vajade mikrostatens fana i kolonnens stång. Idag har den forna fanan ersatts av Kroatiens flagga. Under de dagar i februari då stadens skyddshelgon Sankt Blasius firas (Sankt Blasius fest) hissas en flagga med en bild av helgonet och under Dubrovniks sommarfestival hissas en flagga med texten Libertas (latin: frihet).